# Печерский, Фёдор Иванович
Фёдор Иванович Печерский (?—1833) — генерал-майор, герой русско-персидской войны 1804—1813 годов.
В 1786 году произведён в первый офицерский чин, служил в егерских батальонах. 6 ноября 1799 года произведён в майоры егерского Лейхнера полка (впоследствии 15-й егерский полк), с 16 августа 1804 года командовал 15-м егерским полком, расквартированном на Кавказе. 23 апреля 1806 года произведён в подполковники и 12 декабря 1807 года — в полковники.
Принимал участие в русско-персидской войне 1804—1813 годов. За отличие в сражении на реке Арпачае и в других делах этой кампании ему 5 февраля 1808 года был пожалован орден Св. Георгия IV класса:
Быв послан с батальоном Саратовского мушкетерского полка, 120-ю егерями 15-го полка и 200 казаков для обозрения дороги, из Карса в Ахалцих лежащей, и для отыскания провианта, 30-го апреля, при нападении турецкой конницы в 2000 человек отразил оную с великим для неприятеля вредом и 30-го мая при нападении турецких сил (на сел. Гумры), командуя батальоном впереди, удерживал неприятельскую опрометчивость, как храбрый и достойный офицер. (Далее) Находясь с вверенным ему батальоном в команде генерал-майора Несветаева, поспешнейшим шагом подкреплял конницу нашу, истинно способствовал к оставлению неприятелем орудий и снарядов артиллерийских.
15 февраля 1808 года Печерский был назначен шефом своего полка, однако 22 июня 1815 года в связи с упразднением должности полковых шефов вновь был назначен полковым командиром. 13 июня 1815 года он был удостоен золотой шпаги с надписью «За храбрость».
28 декабря 1816 года произведён в генерал-майоры и некоторое время состоял без должности. С 1 апреля 1817 года по 5 января 1818 года был командиром 2-й бригады 19-й пехотной дивизии. На службе состоял по 1823 год
Среди прочих наград Печерский имел орден Св. Анны 2-й степени, пожалованный ему 20 апреля 1812 года.
Скончался 3 января 1833 года.